# Automobil-Weltmeisterschaft 1969

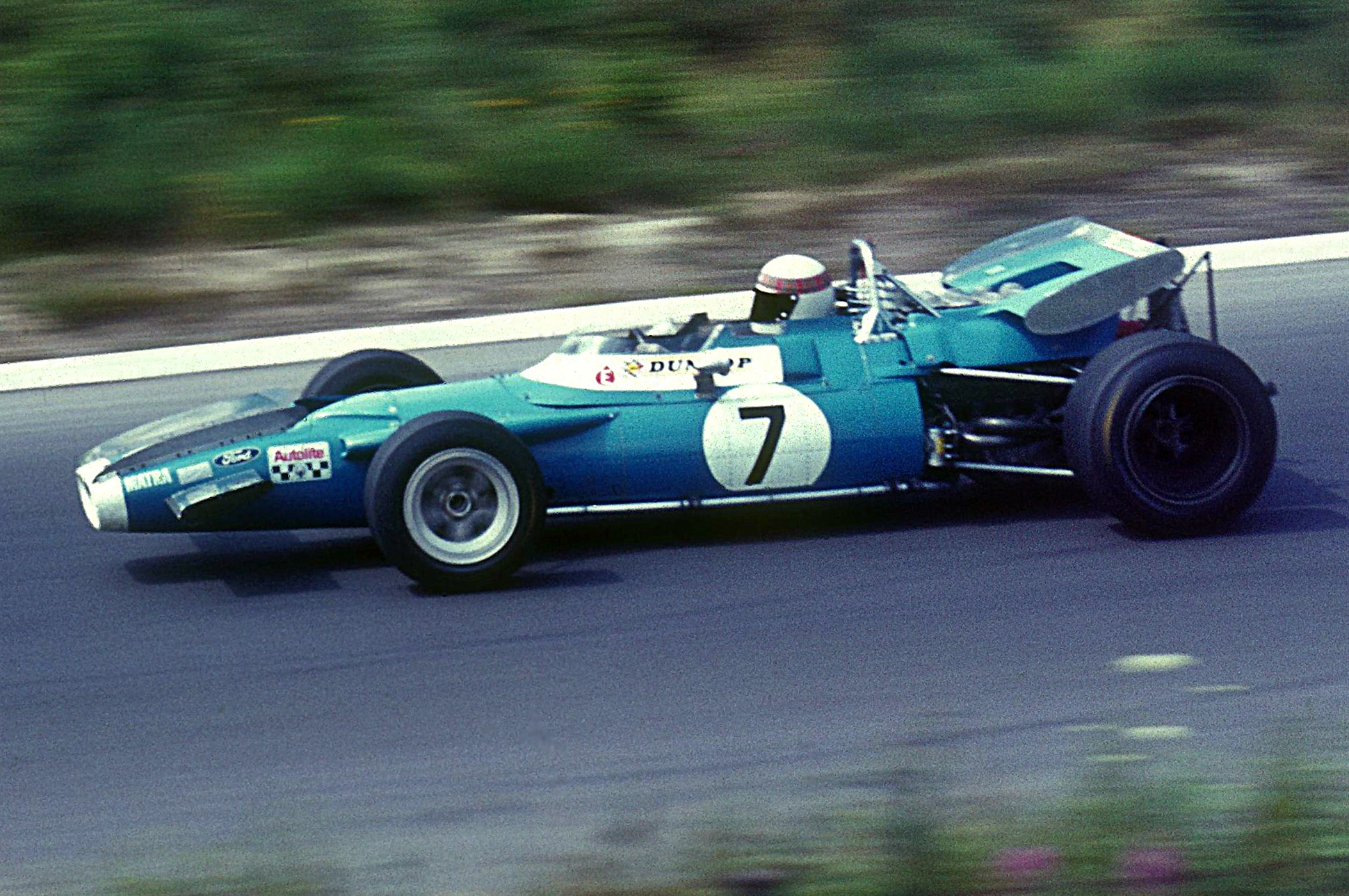
Jackie Stewart im Matra MS80 mit Cosworth-V8

Die Automobil-Weltmeisterschaft 1969 war die 20. Saison der Automobil-Weltmeisterschaft, die heutzutage als Formel-1-Weltmeisterschaft bezeichnet wird. In ihrem Rahmen wurden über elf Rennen in der Zeit vom 1. März 1969 bis zum 19. Oktober 1969 die Fahrerweltmeisterschaft und der Internationale Pokal der Formel-1-Konstrukteure ausgetragen.
Jackie Stewart gewann zum ersten Mal die Fahrerweltmeisterschaft. Matra Sports wurde zum ersten und einzigen Mal Konstrukteursweltmeister. Die von Tyrrell eingesetzten Matra hatten nicht den Matra-eigenen V12 der 1968 im Matra MS11 eingesetzt worden war, sondern den bereits bewährten Ford-Cosworth-V8. Mit dem Matra MS10 gewann Stewart schon 1968 drei Rennen, zudem Anfang 1969 in Südafrika, wo aufgrund zeitlicher und räumlicher Entfernung vom weiteren Saisonprogramm von den Teams typischerweise noch einmal die Vorjahreswagen eingesetzt wurden. Die 1968 eingeführten teils hoch aufragenden fragilen Flügelkonstruktionen mussten 1969 solider und näher am Chassis ausgeführt sein. Der auch im Flugzeugbau tätige Matra-Konzern hatte hierfür ein Heimspiel, der für Flügel entwickelte Matra MS80 gewann mit Stewart fünf Rennen, zudem Platz 2 auf der Nordschleife. Die zu schwere Allrad-Variante Matra MS84 wurde von Stewart nur im Training ausprobiert.

## Rennberichte

### Großer Preis von Südafrika
| Platz | Fahrer               | Team                  | Zeit        |
| ----- | -------------------- | --------------------- | ----------- |
| 1     | Jackie Stewart       | Matra-Ford-Cosworth   | 1:50:39,1   |
| 2     | Graham Hill          | Lotus-Ford-Cosworth   | + 18,8 Sek. |
| 3     | Denis Hulme          | McLaren-Ford-Cosworth | + 31,8 Sek. |
| 4     | Joseph Siffert       | Lotus-Ford-Cosworth   | + 49,2 Sek. |
| 5     | Bruce McLaren        | McLaren-Ford-Cosworth | + 1 Runde   |
| 6     | Jean-Pierre Beltoise | Matra-Ford-Cosworth   | + 2 Runden  |
| PP    | Jack Brabham         | Brabham-Ford-Cosworth | 1:20,0 Min. |
| SR    | Jackie Stewart       | Matra-Ford-Cosworth   | 1:21,6 Min. |

Der Große Preis von Südafrika auf dem Kyalami Grand Prix Circuit fand am 1. März 1969 statt und ging über eine Distanz von 80 Runden à 4,094 km, was einer Gesamtdistanz von 327,520 km entspricht.
Der aus der zweiten Reihe gestartete Jackie Stewart dominierte das Rennen und sicherte sich einen Start-Ziel-Sieg vor Graham Hill und Denis Hulme.
Bei einigen Wagen brachen die hohen, an Vorder- und Hinterachse montierten Flügel.

### Großer Preis von Spanien
| Platz | Fahrer               | Team                  | Zeit        |
| ----- | -------------------- | --------------------- | ----------- |
| 1     | Jackie Stewart       | Matra-Ford-Cosworth   | 2:16:53,990 |
| 2     | Bruce McLaren        | McLaren-Ford-Cosworth | + 2 Runden  |
| 3     | Jean-Pierre Beltoise | Matra-Ford-Cosworth   | + 3 Runden  |
| 4     | Denis Hulme          | McLaren-Ford-Cosworth | + 3 Runden  |
| 5     | John Surtees         | B.R.M.                | + 6 Runden  |
| 6     | Jacky Ickx           | Brabham-Ford-Cosworth | + 7 Runden  |
| PP    | Jochen Rindt         | Lotus-Ford-Cosworth   | 1:25,7 Min. |
| SR    | Jochen Rindt         | Lotus-Ford-Cosworth   | 1:28,3 Min. |

Der Große Preis von Spanien auf dem Circuit de Montjuïc fand am 4. Mai 1969 statt und ging über eine Distanz von 90 Runden à 3,790 km, was einer Gesamtdistanz von 341,100 km entspricht.
Jochen Rindt, der die schnellste Trainingszeit gefahren war, führte zunächst das Feld an. In der 20. Runde knickte an seinem Lotus 49 der hoch montierte Heckflügel ein. Rindt verlor die Kontrolle über das Fahrzeug und schleuderte 150 Meter weit. Dabei überschlug er sich und traf den Lotus seines Teamkollegen Graham Hill, der einige Runden zuvor an gleicher Stelle aus dem gleichen Grund verunglückt war. Rindt wurde leicht verletzt, Hill blieb unverletzt. Die Sportkommission verbot daraufhin die hohen Flügelkonstruktionen.
Nach diesen Unfällen führte Chris Amon das Rennen an, bis ihm in der 57. Runde das Kühlwasser auslief und er seinen Ferrari 312 abstellen musste. Damit war der Weg frei für Jackie Stewart zu seinem zweiten Sieg in Folge.

### Großer Preis von Monaco
| Platz | Fahrer          | Team                  | Zeit        |
| ----- | --------------- | --------------------- | ----------- |
| 1     | Graham Hill     | Lotus-Ford-Cosworth   | 1:56:59,4   |
| 2     | Piers Courage   | Brabham-Ford-Cosworth | + 17,3 Sek. |
| 3     | Joseph Siffert  | Lotus-Ford-Cosworth   | + 34,6 Sek. |
| 4     | Richard Attwood | Lotus-Ford-Cosworth   | + 52,9 Sek. |
| 5     | Bruce McLaren   | McLaren-Ford-Cosworth | + 1 Runde   |
| 6     | Denis Hulme     | McLaren-Ford-Cosworth | + 2 Runden  |
| PP    | Jackie Stewart  | Matra-Ford-Cosworth   | 1:24,6 Min. |
| SR    | Piers Courage   | Brabham-Ford-Cosworth | 1:25,8 Min. |

Der Große Preis von Monaco auf dem Circuit de Monaco fand am 18. Mai 1969 statt und ging über eine Distanz von 80 Runden à 3,145 km, was einer Gesamtdistanz von 251,600 km entspricht.
Im Vorfeld des Rennens fand angesichts der Unfälle von Barcelona eine heftige Diskussion über das Für und Wider von Flügeln statt, die dazu führte, dass alle nicht unmittelbar am Rumpf montierte, also hochgelegte Abtriebsflächen jeder Art bis auf Weiteres verboten wurden.
Zunächst führte Jackie Stewart das Rennen an, gefolgt von Chris Amon; jedoch fielen beide im weiteren Verlauf aus. So konnte sich Graham Hill seinen fünften und letzten Sieg in Monte Carlo sichern.

### Großer Preis der Niederlande
| Platz | Fahrer         | Team                  | Zeit            |
| ----- | -------------- | --------------------- | --------------- |
| 1     | Jackie Stewart | Matra-Ford-Cosworth   | 2:06:42,080     |
| 2     | Joseph Siffert | Lotus-Ford-Cosworth   | + 24,520 Sek.   |
| 3     | Chris Amon     | Ferrari               | + 30,510 Sek.   |
| 4     | Denis Hulme    | McLaren-Ford-Cosworth | + 37,160 Sek.   |
| 5     | Jackie Ickx    | Brabham-Ford-Cosworth | + 37,670 Sek.   |
| 6     | Jack Brabham   | Brabham-Ford-Cosworth | + 1:10,810 Min. |
| PP    | Jochen Rindt   | Lotus-Ford-Cosworth   | 1:20,85 Min.    |
| SR    | Jackie Stewart | Matra-Ford-Cosworth   | 1:22,94 Min.    |

Der Große Preis der Niederlande auf dem Circuit Park Zandvoort fand am 21. Juni 1969 statt und ging über eine Distanz von 90 Runden à 4,185 km, was einer Gesamtdistanz von 376,650 km entspricht.
Im Training probierten Lotus und Matra Fahrzeuge mit Vierradantrieb aus.
Den Start zum Rennen selbst gewann Graham Hill vor Jochen Rindt und Jackie Stewart. Rindt bremste Hill jedoch in 3. Runde aus und ging in Führung. Diese behielt er bis zur 17. Runde, als seine Halbwelle brach. Damit gelangte Stewart, der Hill zuvor ebenfalls überholt hatte, in Führung und gewann seinen dritten Grand Prix in dieser Saison.

### Großer Preis von Frankreich
| Platz | Fahrer               | Team                  | Zeit        |
| ----- | -------------------- | --------------------- | ----------- |
| 1     | Jackie Stewart       | Matra-Ford-Cosworth   | 1:56:47,4   |
| 2     | Jean-Pierre Beltoise | Matra-Ford-Cosworth   | + 57,1 Sek. |
| 3     | Jacky Ickx           | Brabham-Ford-Cosworth | + 57,3 Sek. |
| 4     | Bruce McLaren        | McLaren-Ford-Cosworth | + 1 Runde   |
| 5     | Vic Elford           | McLaren-Ford-Cosworth | + 1 Runde   |
| 6     | Graham Hill          | Lotus-Ford-Cosworth   | + 1 Runde   |
| PP    | Jackie Stewart       | Matra-Ford-Cosworth   | 3:00,6 Min. |
| SR    | Jackie Stewart       | Matra-Ford-Cosworth   | 3:02,7 Min. |

Der Große Preis von Frankreich auf dem Circuit de Charade fand am 6. Juli 1969 statt und ging über eine Distanz von 38 Runden à 8,055 km, was einer Gesamtdistanz von 306,090 km entspricht.
Das Rennen stand völlig unter der Dominanz von Jackie Stewart und Matra; nach der Pole-Position gelang Stewart ein Start-Ziel-Sieg. In der Anfangsphase hielt Denis Hulme noch Anschluss, fiel dann aber mit Problemen zurück. Der zweite Platz ging an Jean-Pierre Beltoise, der in einem über mehrere Runden andauernden Zweikampf Jacky Ickx in der letzten Runde besiegen konnte. Jochen Rindt musste wegen Übelkeit aufgeben.
Der erste Start eines Allrad-Fahrzeuges unter (John Miles im Lotus 63) seit dem Großen Preis von Großbritannien 1961 endete bereits nach einer Runde mit einer defekten Einspritzpumpe.
9 der 13 gestarteten Wagen erreichten das Ziel in Wertung. Damit ist dies das Rennen mit der geringsten Ausfallquote 1969.

### Großer Preis von Großbritannien
| Platz | Fahrer         | Team                  | Zeit        |
| ----- | -------------- | --------------------- | ----------- |
| 1     | Jackie Stewart | Matra-Ford-Cosworth   | 1:55:55,6   |
| 2     | Jacky Ickx     | Brabham-Ford-Cosworth | + 1 Runde   |
| 3     | Bruce McLaren  | McLaren-Ford-Cosworth | + 1 Runde   |
| 4     | Jochen Rindt   | Lotus-Ford-Cosworth   | + 1 Runde   |
| 5     | Piers Courage  | Brabham-Ford-Cosworth | + 1 Runde   |
| 6     | Vic Elford     | McLaren-Ford-Cosworth | + 2 Runden  |
| PP    | Jochen Rindt   | Lotus-Ford-Cosworth   | 1:20,8 Min. |
| SR    | Jackie Stewart | Matra-Ford-Cosworth   | 1:21,3 Min. |

Der Große Preis von Großbritannien auf dem Silverstone Circuit fand am 19. Juli 1969 statt und ging über eine Distanz von 84 Runden à 4,711 km, was einer Gesamtdistanz von 395,724 km entspricht.
Bis zur 62. Runde wurde das Rennen von einem Zweikampf zwischen Jochen Rindt und Jackie Stewart um die Führung bestimmt, bei dem Rindt zunächst die Oberhand zu gewinnen schien. Dann musste er jedoch die Box ansteuern, um seinen Heckflügel reparieren zu lassen. Dadurch gelangte Stewart in Front und gewann sein fünftes Rennen in der Saison. Rindt, der auch noch nachtanken musste, blieb der 4. Platz und damit die ersten Weltmeisterschaftspunkte 1969.

### Großer Preis von Deutschland
| Platz | Fahrer          | Team                  | Zeit          |
| ----- | --------------- | --------------------- | ------------- |
| 1     | Jacky Ickx      | Brabham-Ford-Cosworth | 1:49:55,4     |
| 2     | Jackie Stewart  | Matra-Ford-Cosworth   | + 57,7 Sek.   |
| 3     | Bruce McLaren   | McLaren-Ford-Cosworth | + 3:21,6 Min. |
| 4     | Graham Hill     | Lotus-Ford-Cosworth   | + 3:58,8 Min. |
| 5     | Henri Pescarolo | Matra-Ford-Cosworth   | + 8:11,0 Min. |
| 6     | Richard Attwood | Brabham-Ford-Cosworth | + 1 Runde     |
| PP    | Jacky Ickx      | Brabham-Ford-Cosworth | 7:42,1 Min.   |
| SR    | Jacky Ickx      | Brabham-Ford-Cosworth | 7:43,8 Min.   |

Der Große Preis von Deutschland auf dem Nürburgring fand am 3. August 1969 statt und ging über eine Distanz von 14 Runden à 22,835 km, was einer Gesamtdistanz von 319,690 km entspricht.
Wie schon 1966 und 1967 wurde das Feld der Formel 1 durch Fahrzeuge der Formel 2 ergänzt, um den Zuschauern auf der langen Strecke mehr Fahrzeuge zeigen zu können und die zu erwartende hohe Ausfallquote zu kompensieren. Am Freitagnachmittag vor dem Rennen verunglückte Gerhard Mitter am Schwedenkreuz mit seinem BMW F269 tödlich. Das Team zog seine Formel-2-Wagen vom Start zurück. Unfallursache war wahrscheinlich eine fehlerhaft montierte Lenkung.
Im Training unterbot zum ersten Mal ein Formel-1-Wagen die 8-Minuten-Grenze.
Das Formel-1-Rennen war von einem Zweikampf zwischen Jackie Stewart und Jacky Ickx gekennzeichnet, den Ickx im Brabham für sich entschied. Vic Elford verunglückte schwer und fiel für den Rest der Saison wegen eines komplizierten Armbruches aus. Das Formel-2-Rennen gewann Henri Pescarolo vor Richard Attwood und Kurt Ahrens.

### Großer Preis von Italien
| Platz | Fahrer               | Team                  | Zeit          |
| ----- | -------------------- | --------------------- | ------------- |
| 1     | Jackie Stewart       | Matra-Ford-Cosworth   | 1:39:11,260   |
| 2     | Jochen Rindt         | Lotus-Ford-Cosworth   | + 0,080 Sek.  |
| 3     | Jean-Pierre Beltoise | Matra-Ford-Cosworth   | + 0,170 Sek.  |
| 4     | Bruce McLaren        | McLaren-Ford-Cosworth | + 0,190 Sek.  |
| 5     | Piers Courage        | Brabham-Ford-Cosworth | + 33,440 Sek. |
| 6     | Pedro Rodríguez      | Ferrari               | + 2 Runden    |
| PP    | Jochen Rindt         | Lotus-Ford-Cosworth   | 1:25,48 Min.  |
| SR    | Jean-Pierre Beltoise | Matra-Ford-Cosworth   | 1:25,20 Min.  |

Der Große Preis von Italien auf dem Autodromo Nazionale di Monza fand am 7. September 1969 statt und ging über eine Distanz von 68 Runden à 5,750 km, was einer Gesamtdistanz von 391,000 km entspricht.
In Monza bildete sich sofort nach dem Start eine Gruppe aus mehreren Fahrzeugen, aus der sich keines von seinen Verfolgern lösen konnte. Stewart, Rindt, Hulme und Courage wechselten sich in der Führung ab. Nach dem Sieger Stewart kamen innerhalb von 0,190 Sekunden die nächsten drei Fahrer ins Ziel. Es war einer der engsten Rennausgänge in der Formel-1-Geschichte.
Jackie Stewart sicherte sich mit seinem Sieg die Fahrer- und Matra die Konstrukteursmeisterschaft.

### Großer Preis von Kanada
| Platz | Fahrer               | Team                  | Zeit        |
| ----- | -------------------- | --------------------- | ----------- |
| 1     | Jacky Ickx           | Brabham-Ford-Cosworth | 1:59:25,7   |
| 2     | Jack Brabham         | Brabham-Ford-Cosworth | + 46,2 Sek. |
| 3     | Jochen Rindt         | Lotus-Ford-Cosworth   | + 52,0 Sek. |
| 4     | Jean-Pierre Beltoise | Matra-Ford-Cosworth   | + 1 Runde   |
| 5     | Bruce McLaren        | McLaren-Ford-Cosworth | + 3 Runden  |
| 6     | Johnny Servoz-Gavin  | Matra-Ford-Cosworth   | + 6 Runden  |
| PP    | Jacky Ickx           | Brabham-Ford-Cosworth | 1:17,4 Min. |
| SR    | Jacky Ickx           | Brabham-Ford-Cosworth | 1:18,1 Min. |

Der Große Preis von Kanada auf dem Mosport Park fand am 20. September 1969 statt und ging über eine Distanz von 90 Runden à 3,956 km, was einer Gesamtdistanz von 356,040 km entspricht.
In den ersten sechs Runden führte Jochen Rindt, bis er von Stewart überholt wurde. Dieser wurde dann seinerseits von Ickx in einen Zweikampf verwickelt. Ickx gelang es, an Stewart in der 33. Runde vorbeizugehen, jedoch kollidierten die beiden Fahrzeuge und Stewart musste aufgeben. Ickx gelang daraufhin ein ungefährdeter Sieg, der durch den zweiten Platz von Jack Brabham zu einem Doppelsieg für das Brabham-Team wurde.
Johnny Servoz-Gavin fuhr mit dem Matra MS84 auf den 6. Platz und war damit der erste und einzige Pilot, der mit einem allradgetriebenen Formel-1-Wagen einen WM-Punkt erzielte.

### Großer Preis der USA
| Platz | Fahrer          | Team                  | Zeit          |
| ----- | --------------- | --------------------- | ------------- |
| 1     | Jochen Rindt    | Lotus-Ford-Cosworth   | 1:57:56,840   |
| 2     | Piers Courage   | Brabham-Ford-Cosworth | + 46,990 Sek. |
| 3     | John Surtees    | B.R.M.                | + 2 Runden    |
| 4     | Jack Brabham    | Brabham-Ford-Cosworth | + 2 Runden    |
| 5     | Pedro Rodríguez | Ferrari               | + 7 Runden    |
| 6     | Silvio Moser    | Brabham-Ford-Cosworth | + 10 Runden   |
| PP    | Jochen Rindt    | Lotus-Ford-Cosworth   | 1:03,62 Min.  |
| SR    | Jochen Rindt    | Lotus-Ford-Cosworth   | 1:04,34 Min.  |

Der Große Preis der USA auf der Rennstrecke Watkins Glen International fand am 5. Oktober 1969 statt und ging über eine Distanz von 108 Runden à 3,701 km, was einer Gesamtdistanz von 399,708 km entspricht.
Das Rennen, in dem Jochen Rindt seinen ersten von insgesamt sechs Grand-Prix-Siegen erzielte, beendeten nur sieben der 18 gestarteten Fahrzeuge. Damit wurde im längsten Rennen der Saison die niedrigste Ankunftsquote erzielt. Unter anderem platzte an Stewarts Matra in der 31. Runde eine Ölleitung und Graham Hill verunglückte gegen Ende des Rennens schwer. Sein Lotus überschlug sich nach einem Reifenschaden mehrmals, wobei Hill, der nicht angeschnallt war und aus dem Fahrzeug geschleudert wurde, komplizierte Beinbrüche erlitt.

### Großer Preis von Mexiko
| Platz | Fahrer               | Team                  | Zeit            |
| ----- | -------------------- | --------------------- | --------------- |
| 1     | Denis Hulme          | McLaren-Ford-Cosworth | 1:54:08,8       |
| 2     | Jacky Ickx           | Brabham-Ford-Cosworth | + 2,560 Sek.    |
| 3     | Jack Brabham         | Brabham-Ford-Cosworth | + 38,480 Sek.   |
| 4     | Jackie Stewart       | Matra-Ford-Cosworth   | + 47,040 Sek.   |
| 5     | Jean-Pierre Beltoise | Matra-Ford-Cosworth   | + 1:38,430 Min. |
| 6     | Jackie Oliver        | B.R.M.                | + 2 Runden      |
| PP    | Jack Brabham         | Brabham-Ford-Cosworth | 1:42,90 Min.    |
| SR    | Jacky Ickx           | Brabham-Ford-Cosworth | 1:43,05 Min.    |

Der Große Preis von Mexiko auf der Rennstrecke Magdalena Mixhuca fand am 19. Oktober 1969 statt und ging über eine Distanz von 65 Runden à 5,000 km, was einer Gesamtdistanz von 325,000 km entspricht.
Das Rennen stand im Zeichen von Denis Hulme. Der aus der zweiten Reihe gestartete McLaren-Pilot überholte nacheinander Jackie Stewart und Jochen Rindt und gewann zum ersten Mal in der Saison einen Grand Prix.

## Weltmeisterschaftswertungen

### Fahrerwertung
Für die Fahrerweltmeisterschaft 1969 galten folgende Regeln der Punkteverteilung:
| Platz 1 | 9 Punkte |
| Platz 2 | 6 Punkte |
| Platz 3 | 4 Punkte |
| Platz 4 | 3 Punkte |
| Platz 5 | 2 Punkte |
| Platz 6 | 1 Punkt  |

- Es wurden die besten fünf Ergebnisse der ersten sechs Rennen sowie die besten vier der letzten fünf Rennen für die WM gewertet.

| Pos. | Fahrer               | Konstrukteur |         |         |         |         |         |         |           |         |         |         |         | Punkte |
| 01.  | Jackie Stewart       | Matra        | 0001000 | 0001000 | DNF     | 0001000 | 0001000 | 0001000 | 2         | 0001000 | DNF     | DNF     | 4       | 63     |
| 02.  | Jacky Ickx           | Brabham      | DNF     | 6       | DNF     | 5       | 3       | 2       | 0001000   | 10      | 0001000 | DNF     | 2       | 37     |
| 03.  | Bruce McLaren        | McLaren      | 5       | 2       | 5       | DNF     | 4       | 3       | 3         | 4       | 5       | DNS     | DNS     | 26     |
| 04.  | Jochen Rindt         | Lotus        | DNF     | DNF     |         | DNF     | DNF     | 4       | DNF       | 2       | 3       | 0001000 | DNF     | 22     |
| 05.  | Jean-Pierre Beltoise | Matra        | 6       | 3       | DNF     | 8       | 2       | 9       | 12 (F1:6) | 3       | 4       | DNF     | 5       | 21     |
| 06.  | Denis Hulme          | McLaren      | 3       | 4       | 6       | 4       | 8       | DNF     | DNF       | 7       | DNF     | DNF     | 0001000 | 20     |
| 07.  | Graham Hill          | Lotus        | 2       | DNF     | 0001000 | 7       | 6       | 7       | 4         | 9       | DNF     | DNF     |         | 19     |
| 08.  | Piers Courage        | Brabham      |         | DNF     | 2       | DNF     | DNF     | 5       | DNF       | 5       | DNF     | 2       | 10      | 16     |
| 09.  | Joseph Siffert       | Lotus        | 4       | DNF     | 3       | 2       | 9       | 8       | 11 (F1:5) | 8       | DNF     | DNF     | DNF     | 15     |
| 10.  | Jack Brabham         | Brabham      | DNF     | DNF     | DNF     | 6       |         |         |           | DNF     | 2       | 4       | 3       | 14     |
| 11.  | John Surtees         | B.R.M.       | DNF     | 5       | DNF     | 9       |         | DNF     | DNS       | DNC     | DNF     | 3       | DNF     | 6      |
| 12.  | Chris Amon           | Ferrari      | DNF     | DNF     | DNF     | 3       | DNF     | DNF     |           |         |         |         |         | 4      |
| 13.  | Richard Attwood      | Lotus        |         |         | 4       |         |         |         |           |         |         |         |         | 3      |
| 13.  | Richard Attwood      | Brabham      |         |         |         |         |         |         | 6 (F2)    |         |         |         |         | 3      |
| 14.  | Vic Elford           | Cooper       |         |         | 7       |         |         |         |           |         |         |         |         | 3      |
| 14.  | Vic Elford           | McLaren      |         |         |         | 10      | 5       | 6       | DNF       |         |         |         |         | 3      |
| 15.  | Pedro Rodriguez      | B.R.M.       | DNF     | DNF     | DNF     |         |         |         |           |         |         |         |         | 3      |
| 15.  | Pedro Rodriguez      | Ferrari      |         |         |         |         |         | DNF     |           | 6       | DNF     | 5       | 7       | 3      |
| 16.  | Jackie Oliver        | B.R.M.       | 7       | DNF     | DNF     | DNF     |         | DNF     | DNF       | DNF     | DNF     | DNF     | 6       | 1      |
| 17.  | Johnny Servoz-Gavin  | Matra        |         |         |         |         |         |         | DNF       |         | 6       | DNC     | 8       | 1      |
| 18.  | Silvio Moser         | Brabham      |         |         | DNF     | DNF     | 7       |         |           | DNF     | DNF     | 6       | 11      | 1      |
|      | Henri Pescarolo      | Matra        |         |         |         |         |         |         | 5 (F2)    |         |         |         |         | 0      |
|      | Pete Lovely          | Lotus        |         |         |         |         |         |         |           |         | 7       | DNF     | 9       | 0      |
|      | Kurt Ahrens          | Brabham      |         |         |         |         |         |         | 7         |         |         |         |         | 0      |
|      | Ernesto Brambilla    | Ferrari      |         |         |         |         |         |         |           |         |         |         |         | 0      |
|      | Rolf Stommelen       | Lotus        |         |         |         |         |         |         | 8 (F2)    |         |         |         |         | 0      |
|      | Sam Tingle           | Brabham      | 8       |         |         |         |         |         |           |         |         |         |         | 0      |
|      | Peter Westbury       | Brabham      |         |         |         |         |         |         | 9 (F2)    |         |         |         |         | 0      |
|      | John Miles           | Lotus        |         |         |         |         | DNF     | 10      |           | DNF     | DNF     |         | DNF     | 0      |
|      | Xavier Perrot        | Brabham      |         |         |         |         |         |         | 10 (F2)   |         |         |         |         | 0      |
|      | Peter de Klerk       | Brabham      | DNC     |         |         |         |         |         |           |         |         |         |         | 0      |
|      | Bill Brack           | B.R.M.       |         |         |         |         |         |         |           |         | DNC     |         |         | 0      |
|      | Mario Andretti       | Lotus        | DNF     |         |         |         |         |         | DNF       |         |         | DNF     |         | 0      |
|      | George Eaton         | B.R.M.       |         |         |         |         |         |         |           |         |         | DNF     | DNF     | 0      |
|      | Joakim Bonnier       | Lotus        |         |         |         |         |         | DNF     | DNF       |         |         |         |         | 0      |
|      | Basil van Rooyen     | McLaren      | DNF     |         |         |         |         |         |           |         |         |         |         | 0      |
|      | John Love            | Lotus        | DNF     |         |         |         |         |         |           |         |         |         |         | 0      |
|      | Derek Bell           | McLaren      |         |         |         |         |         | DNF     |           |         |         |         |         | 0      |
|      | François Cevert      | Tecno        |         |         |         |         |         |         | DNF       |         |         |         |         | 0      |
|      | John Cordts          | Brabham      |         |         |         |         |         |         |           |         | DNF     |         |         | 0      |
|      | Al Pease             | Eagle        |         |         |         |         |         |         |           |         | DNF     |         |         | 0      |

### Konstrukteurswertung
- Es wurden die besten fünf Ergebnisse der ersten sechs Rennen sowie die besten vier der letzten fünf Rennen für die WM gewertet.
- Es zählte nur das jeweils beste Ergebnis eines Konstrukteurs

| Pos. | Konstrukteur         | Fahrer               |         |         |         |         |         |         |         |         |         |         |         | Punkte  |
| 01.  | Matra-Cosworth DFV   | Jackie Stewart       | 0009000 | 0009000 |         | 0009000 | 0009000 | 0009000 | 6       | 0009000 |         |         | 3       | 66      |
| 01.  | Matra-Cosworth DFV   | Jean-Pierre Beltoise |         |         |         |         |         |         |         |         | 3       |         |         | 66      |
| 02.  | Brabham-Cosworth DFV | Jacky Ickx           |         | 1       |         | 2       | 4       | 6       | 0009000 |         | 0009000 |         | 6       | 49 (51) |
| 02.  | Brabham-Cosworth DFV | Piers Courage        |         |         | 6       |         |         |         |         | (2)     |         | 6       |         | 49 (51) |
| 03.  | Lotus-Cosworth DFV   | Jochen Rindt         |         |         |         |         |         | 3       |         | 6       | 4       | 0009000 |         | 47      |
| 03.  | Lotus-Cosworth DFV   | Graham Hill          | 6       |         | 0009000 |         | 1       |         | 3       |         |         |         |         | 47      |
| 03.  | Lotus-Cosworth DFV   | Joseph Siffert       |         |         |         | 6       |         |         |         |         |         |         |         | 47      |
| 04.  | McLaren-Cosworth DFV | Bruce McLaren        |         | 6       | (2)     |         | 3       | 4       | 4       | 3       | 2       |         |         | 38 (40) |
| 04.  | McLaren-Cosworth DFV | Denis Hulme          | 4       |         |         | 3       |         |         |         |         |         |         | 0009000 | 38 (40) |
| 05.  | Ferrari              | Chris Amon           |         |         |         | 4       |         |         |         |         |         |         |         | 7       |
| 05.  | Ferrari              | Pedro Rodriguez      |         |         |         |         |         |         |         | 1       |         | 2       |         | 7       |
| 06.  | B.R.M.               | John Surtees         |         | 2       |         |         |         |         |         |         |         | 4       |         | 7       |
| 06.  | B.R.M.               | Jackie Oliver        |         |         |         |         |         |         |         |         |         |         | 1       | 7       |

## Kurzmeldungen Formel 1

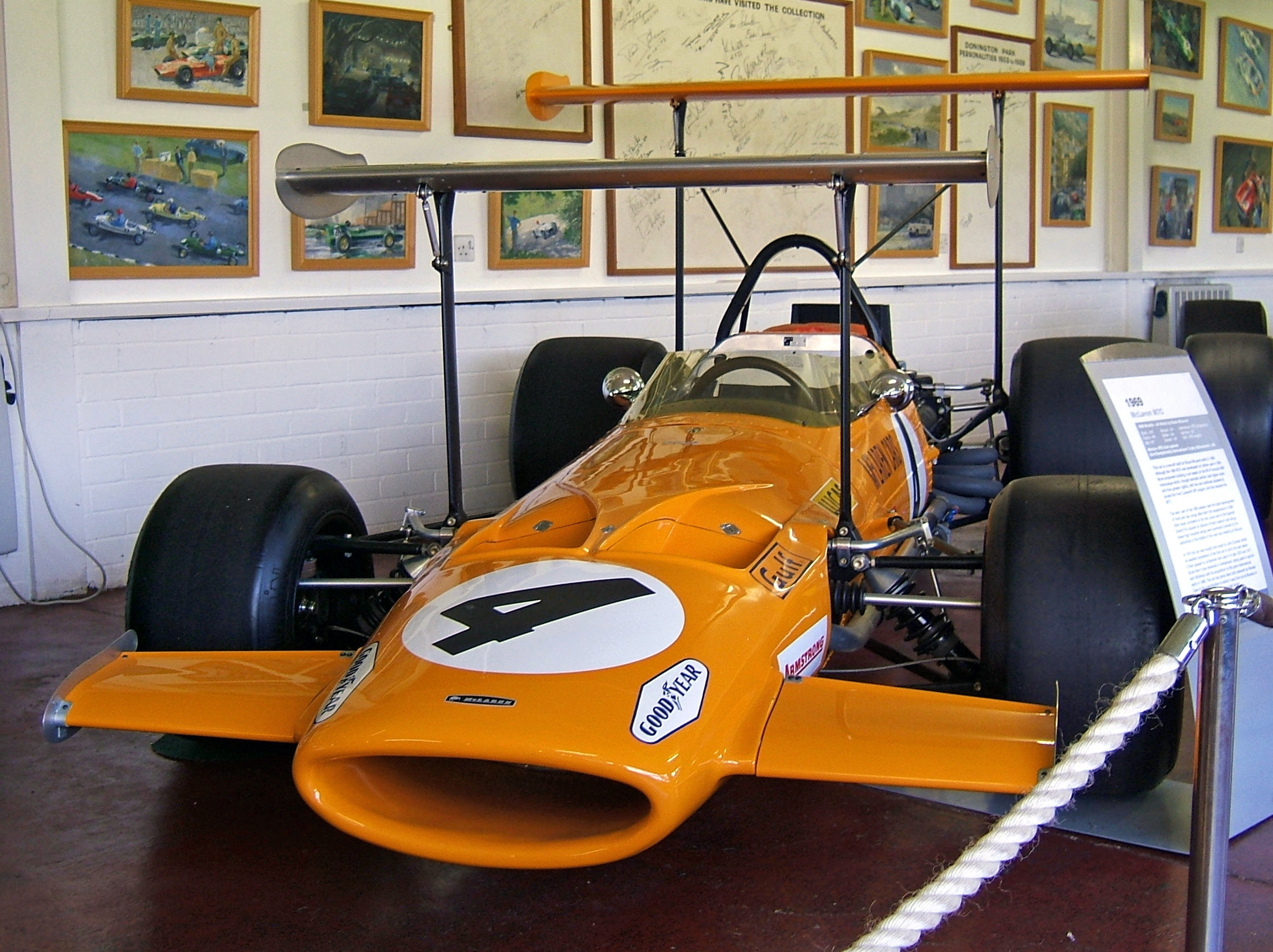
McLaren M7C vor dem Verbot solch hochragender Flügel

- Beim Großen Preis von Spanien verunglückten beide Lotus (Graham Hill und Jochen Rindt) wegen gebrochener Flügel. Die zum damaligen Zeitpunkt üblichen, hoch über Vorder- und Hinterachse montierten Spoiler wurden in allen Klassen verboten und mussten durch kompaktere Flügel ersetzt werden. Ebenso verboten wurde jede Beweglichkeit, d. h. Montage direkt auf ungefederten Fahrwerksteilen, oder eine Verstellbarkeit während der Fahrt.
- In Zandvoort debütierte in der Formel 1 der Lotus 63 mit Allradantrieb.
- Johnny Servoz-Gavin fuhr den Allrad-Matra MS84 in Mosport Park (Kanada) auf den 6. Platz und war damit der erste und auch bisher einzige Pilot, der mit einem allradgetriebenen Formel-1-Boliden einen WM-Punkt erobern konnte.
- Der Österreichring wurde eingeweiht.
- Beim Großen Preis von Italien lagen die ersten vier Fahrer innerhalb von 0,2 Sekunden.